# Édouard Geffray
Édouard Geffray, né à Épinay-sur-Seine le 2 octobre 1978, est un haut fonctionnaire français. 

## Biographie

### Famille et formation
Édouard Jean Gabriel Geffray naît le 2 octobre 1978 à Épinay-sur-Seine.
Après des études secondaires au lycée Fénelon à Paris, il poursuit des études supérieures à l'université Paris-Sorbonne où il obtient une maîtrise d'histoire économique. Il est diplômé de l'Institut d'études politiques de Paris.

### Carrière professionnelle
Édouard Geffray suit les cours de l'École nationale d'administration (ENA), promotion Romain Gary (2003-2005), il est ensuite affecté au Conseil d'État. Il est rapporteur à la section du contentieux jusqu'en 2008, responsable du centre de documentation en 2008 et rapporteur public jusqu'en 2012. Il est alors nommé directeur des affaires juridiques, internationales et de l'expertise, puis secrétaire général (jusqu'en 2017) de la Commission nationale de l'informatique et des libertés (Cnil).
En 2017, il est nommé directeur du cabinet de François Bayrou, ministre de la Justice. Il est ensuite nommé directeur général des ressources humaines du ministère de l'Éducation nationale puis, à partir de 2019, directeur général de l'enseignement scolaire,,.

## Décorations
Le 14 novembre 2016, Édouard Geffray est nommé au grade de chevalier dans l'ordre national du Mérite au titre de « Secrétaire général de la Commission nationale de l'informatique et des libertés ; 11 ans de services ».
Par décret du 29 décembre 2023, il est fait chevalier de la Légion d'honneur.